# كريستوف تين
كريستوف تين (بالفرنسية: Christophe Taine)‏ هو لاعب كرة قدم ومدرب كرة قدم فرنسي في مركز الوسط، ولد في 12 ديسمبر 1973 في Caudry ‏ في فرنسا. لعب مع نادي أميان ونادي إستر ونادي باريس ونادي بوفيه ونادي تروا ونادي سيدان.

## وصلات خارجية
- كريستوف تين على موقع قاعدة بيانات كرة القدم.إي يو (الإنجليزية)
- كريستوف تين على موقع عالم كرة القدم.نت (الإنجليزية)